# Coroa Vermelha
Coroa Vermelha (em pataxó: Aktxurá Eoató) é uma enseada no extremo sul do estado da Bahia, localizada entre Santa Cruz Cabrália e Porto Seguro. Lá se encontra a reserva indígena Pataxó, com um povoado onde nativos vendem artesanatos (colares de sementes, utensílios de cozinha, etc.). 
Fica ali também a praia homônima, onde  se celebrou a primeira missa no Brasil, pelos sacerdotes da esquadra de Cabral, em especial Henrique de Coimbra, em 26 de abril de 1500.
Tem este nome devido ao fato de ter um grande arrecife de corais alaranjados.